# Braunschweigs voetbalkampioenschap 1906/07
In 1906/07 werd het derde Braunschweigs voetbalkampioenschap gespeeld, dat georganiseerd werd door de voetbalbond voor het hertogdom Braunschweig. Eintracht Braunschweig werd kampioen en plaatste zich voor de Noord-Duitse eindronde. De club versloeg Hannoverscher FC 96 en Bremer SC 1891 alvorens in de finale opnieuw te verliezen van Victoria Hamburg.

## Eindstand
| Plaats | Club                      | Wed. | W | G | V | Saldo | Ptn |
| ------ | ------------------------- | ---- | - | - | - | ----- | --- |
| 1.     | FC Eintracht Braunschweig | 4    | 4 | 0 | 0 | 13:0  | 8:0 |
| 2.     | BV Wacker 06 Braunschweig | 4    | 2 | 0 | 2 | 2:6   | 4:4 |
| 3.     | FV 05 Braunschweig        | 4    | 0 | 0 | 4 | 0:9   | 0:8 |

|  | Kampioen |